# Celaena fibrosa
Celaena fibrosa är en fjärilsart som beskrevs av Jacob Hübner 1808. Celaena fibrosa ingår i släktet Celaena och familjen nattflyn. Inga underarter finns listade i Catalogue of Life.